# 朴洪均
朴洪均（韓語：박홍균，1971年—），韓國電視劇導演。

## 作品列表

### 電視劇
- 2003年：MBC《Argon》
- 2004年：MBC《英雄時代》
- 2006年：MBC《狼》
- 2006年：MBC《有多愛》
- 2007年：MBC《New Heart》
- 2009年：MBC《善德女王》
- 2011年：MBC《最佳愛情》
- 2015年：MBC《心情好又溫暖》
- 2017年：tvN《和遊記》
- 2024年：Disney+《紅天鵝》[1]

### 總製作作品
- 2013年：MBC《當男人戀愛時》
- 2017年：MBC《Missing9》

## 外部連結
- NAVER （页面存档备份，存于）

1. ↑  . 연합뉴스. 2023-05-26  [2023-09-08]. （原始内容存档于2023-09-08） （韩语）.